# 加山なつこ
加山 なつこ（かやま なつこ、1971年1月31日 - ）は日本のAV女優。神奈川県横浜市出身。HYプロダクション所属していたが、
現在はカプセルエージェンシーに所属。

## 略歴
1989年に加山なつ子としてAVデビュー。ムチムチ系ということで事務所から売れると思われていなかったものの、企画単体女優として売れっ子となる。当時はメーカーも少なく一通り出尽くしたことで1990年にいったん引退。しばらくは、テレビ（「ギルガメッシュナイト」）に出たり、ストリッパーとして舞台に立っていた。22歳で結婚し出産するも、1年半で離婚。
離婚後はストリッパーに一時復帰するも脱がない仕事へのシフトチェンジを決め、表舞台からは姿を消した。
2004年に加山なつことして復活。復活後はムチムチの豊満ボディの熟女系の女優として活動している。復帰はデビューが同時期であった林由美香との再会が大きいと語っている。
2010年から新橋の熟女キャバクラ『SHUNGA』のママとしても活動。
2014年7月、セガのゲーム「龍が如く」のキャラクター出演をかけたセクシー女優人気投票にエントリー。同年8月24日、結果発表。「龍が如く0 誓いの場所」への出演権を逃した。順位・得票数未発表。
2022年9月24日に神田明神ホールで行われたAsia Pacific Collectionではセックスワーカーを代表するひとりとしてランウェイを歩く。
2024年にはデビュー35周年を迎え、12月に写真集『花ざかり』を発売。2025年に孫が誕生した。

## 人物
農業高校卒。その後花屋でアルバイト中にAV事務所にスカウトされる。それまでレール通り普通の人生だったため、波乱万丈な人生や人と違うことをすること憧れもあり、AV女優の道を歩む。
仲がよかったのは、昔は五島めぐ・いとうしいな。今は翔田千里・牧原れい子。

## 出演作品

### アダルトビデオ

#### 「加山なつ子」名義
- PUNCHING BALL パンチングボール（8月10日、クリスタル映像 CQ-41）
- 胸も尻もデカい女（11月2日、V&Rプランニング）
- 淫乳三姉妹 加山なつ子・東美由紀・片山樹奈（11月20日、笠倉出版社）全3名
- 侵乳者（11月15日、フリービジョン）
- ぷりぷりドキドキEcup 史上最強のインラン3姉妹（12月1日、大陸書房/ピラミド社）共演:岡崎美央(田中露央沙)、若杉ユリカ 全3名
- 恋人作り大作戦 6 初キスSEX成功術 加山なつ子・山本なつき・栗原早記（12月11日、青人社）全3名
- 看護婦びんびん物語 6（12月21日、東京音光）
- デカ乳r^2 快感艶周率98.314…（エル）
- 超乳ベストセレクション（PYL）
- 乱恥タイム（せいふく舎 SE-63）
- 珍乳 おちちキャンデー（ジェロニモ SEA-2007）
- あぶない課外授業 憂花かすみ＋加山なつ子（V&Rプランニング VR-155）
- 乳獣 2（ホップビデオ CX-42）
- 肉体エグゼクティブ Gカップハリケーン（芳友舎 SSV-048）
- 季実子以外 でかちちcafe 平成巨乳新人類ベストコレクション 樹まり子・香坂まりこ・加山なつ子・いとうしいな 他（ビデオクールミント S-101）全6名
- 巨乳マシュマロ（フェニックスビデオ）
- 巨乳バンクでMMC（ビデオクールミント）
- 赤裸（リーベ）
- なつ子の豊乳舐めま変化（ミルウォーキー MW-001）
- 危険な香りの女たち 9 加山なつ子・中原絵美・庄司みゆき ほか（ホップビデオ HS-10）全5名

- ビデオマガジン 男の遊艶地 13 山下麻衣 加山なつ子 ほか（1月19日、リイド社）※オムニバス作品
- おっぱいがいっぱい（1月27日、ビジュアルジャパン）
- 3P・Fカップ 加山なつ子（2月13日、ファイブスター FV-8786）
- 胸もお尻も、旦那さまァッ……。（2月26日、ロイヤルアート）
- 色情鬼 いけにえのマドンナたち 浅倉ケイ・加山なつ子 他（2月27日、芳友舎/小さな映画会社）全5名
- エクスタシー 7 松本まりな・加山なつ子・立原倫子・秋山美晴 他（3月9日、せいふく舎 SE-81）全7名
- 独身マンション どくだめ荘 2 加山なつ子・中山静香（3月15日、アリーナ・エンターテインメント）
- 巨乳クリニック 加山なつ子・五島めぐ・白石もも子（3月25日、マドンナ社）全3名
- 乱れた放課後 加山なつ子・綾野まこと・水木彩（4月5日、笠倉出版社）全3名
- 淫乳若妻 もっと教えて 白石もも子・加山なつ子・椎名このみ（4月20日、笠倉出版社）全3名
- THE 巨乳レズ（4月、新東宝ビデオ）※映画「THE 巨乳レズ」のビデオ版
- 性豪巨乳大会 只今爆発中（5月12日、ファイブスター FV-8804）全10名
- 昭和女郎史 地獄変 中山静香・吉永亜由美・加山なつ子（5月23日、シネマサプライ）全3名
- マドンナメイト スペシャル 特撮版 1 樹まり子・丘咲ひとみ・林由美香・美穂由紀・加山なつ子 ほか（5月25日、二見書房）全17名
- ランジェリー大会 濃縮20連発 2（5月、ファイブスター FV-8799）全10名
- ランジェリー大会 濃縮10連発 2（6月5日、笠倉出版社 AJV31-07）全5名
- 乳獣スペシャル（6月15日、ホップビデオ）全5名
- なつ子の露入り宣言（6月21日、パピヨン）
- 女囚拷問史 加山なつ子・香川美鈴・杉原亜美・深田みき・中川奈美 他（6月24日、V&Rプランニング SP-118）
- 女看守残虐史 加山なつ子・杉原亜美・香川美鈴・深田みき・夏樹佳 他（6月24日、V&Rプランニング SP-119）
- デカいお尻の診察室 望月未来・加山なつ子・山崎麻美（7月1日、大洋図書）全3名
- ザ・ナースメモリー 2 早瀬理沙・五島めぐ・加山なつ子（9月11日、笠倉出版社）全3名
- Hogtie! 淑女達よ豚になれ BONDAGE FANTASY 特別編（10月20日、大洋図書）全8名
- 巨乳一番搾り（11月5日、KKコスミック）
- ナース快楽館（11月5日、ファイブスター FV-8835）全5名
- 娼婦伝説 4 淫行タイム 後藤えり子・加山なつ子（11月20日、コアラブックス）
- 巨乳VS巨乳 こする!（12月5日、大陸書房）※映画「巨乳VS巨乳 こする!」のビデオ版
- 牙伝説 伊藤さやか・加山なつ子・林由美香（12月7日、タキオン）全3名
- 理由なき叫び（12月21日、シネマジック）
- 全国横断めざせ! ビデオギャル 埼玉地区編 共演:滝沢薔（アリーナ CS-146）
- 胸いっぱい吸わせて（ナスカ）※『ぷりぷりドキドキEcup 史上最強のインラン3姉妹』(1989年)の再発売版
- なつ子の露入り宣言（パピヨン）
- 幻の女（シネマジック VS-113）
- 巨乳ランドリー いい感触（アダムス SU-15）
- デカパイ主義 THE BUST10セカンド 加山なつ子・滝沢薔・中原絵美 ほか（シネマジック GA-07）全10名
- THE ROPE CONNECTION 8 SM全集’90 樹まり子・加山なつ子・菊池えり ほか（シネマジック VS-120）
- 李香満 私の愛した珍宝 中山静香・加山なつ子・大橋美加子 ほか（シネマサプライ CS-137）全6名
- ミス・フェラチーヌ 90' 麗しのシャブリナ（ビデオクールミント S-104）全16名
- 全国縦断 男優さんが来た 4（クリスタル映像 SCB-07）
- 淫獣王国マンドリル 2（サーチ Y-051）
- レイプ狂騒曲 第六番（コロナ社 CS-1298）
- 口唇暴力 3 樹まり子・林由美香・加山なつ子 ほか（V&Rプランニング AS-187）
- 悦淫悶 スペシャル（ビデオプラザ）
- ザ・ベスト・オブ発射スペシャル 8 杉田かほり・君島愛・加山なつ子 ほか（シネマサプライ/アリーナ CS-131）全10名
- ベッドインアドベンチャー（ビジュアル･ライブラリー WA-005）
- 爆発寸前（ビッグチャンス）
- じ・し・ん　まん・まん（ミオ MIO-002）

- 巨乳ベストセレクション '91（1月5日、大陸書房）全13名
- 超乳 ベスト・セレクション（4月5日、大陸書房 PV-1725）全9名
- 巨乳ギャルズベスト 10（4月20日、笠倉出版社）全10名
- にくまんつぶし（5月1日、日本レンタル・システム BAC-2）
- 20コのチチまるこちゃん 2 木田彩水・河合美果・藤本聖名子・君島愛・美穂由紀・加山なつ子 他（ファイブスター）全10名
- 猫舐祭（アールエーシー DR-008）
- いんらん巨乳獣（VISUAL ONE）
- 艶熟エキス（ルナ・エンタープライズ）
- 乳獣スペルマ（VISUAL ONE SO-005）
- 巨乳娘がワンサカさ！　Eカップギャル 加山なつ子 他（イメージボックス）全3名

1992年
- ネーチャンのぶっとい乳房 一の樹愛・弓月薫・五島めぐ・加山なつこ ほか（2月25日、大陸書房）全10名
- 熱い指 加山なつ子・舞坂ゆい（べべ・クラブ）

1993年
- AV巨乳10年史 1（8月16日、笠倉出版社）全25名
- 爆乳の宴 加山なつ子・いとうしいな・大沢ますみ（アイザック）全3名
- お嬢さまの変態ONANIE 青山ちはる・樹まり子・前原祐子・加山なつ子 他（イメ－ジボックスHC-01）全6名
- CINEMAGIC 1 いきなりクライマックス（シネマジック）全10名 ※「幻の女/加山なつ子」他9タイトルを再編集したもの

1994年
- 巨乳バズーカ 10コのデカパイ 2（2月、オー・ケイ出版社）全5名
- AV巨乳年鑑 2（11月7日、笠倉出版社）全33名
- 揺れるミルクタンク 2 菊池えり・加山なつ子・五島めぐ ほか（イメ－ジボックス DJ-007）全6名

1995年
- 120人美女館 AV10年史 2（11月11日、笠倉出版社）全30名

1996年
- 美乳・巨乳15年史 ぼよよん編（8月30日、芳友舎）全30名
- 鼻女倶楽部（シネマジック）全14名

1997年
- ゴールデンカップス 美乳な女たち 卑弥呼・加山なつこ・木田彩水 ほか（5月1日、クリスタル映像 MA-33）全10名

2000年
- 美乳×巨乳 CLIMAX 20 五島めぐ・卑弥呼・杉本ゆみか・沢口みき・橘ますみ・加山なつこ 他（10月27日、クリスタル映像）全20名

2001年
- 爆乳伝説（6月21日、フェアエスト）全15名

2002年
- ジェラシーゲーム 第１章 牧原れい子・加山なつこ・川奈まり子（5月12日、V&Rプランニング）全3名
- ジェラシーゲーム 第2章 牧原れい子・加山なつこ・川奈まり子（5月12日、V&Rプランニング）全3名
- ジェラシーゲーム 最終章 牧原れい子・加山なつこ・川奈まり子（5月12日、V&Rプランニング）全3名
- 50コの乳首 ウルトラ大巨乳（9月4日、笠倉出版社）全25名
- 淫乱熟女スーパースター 汁だくの団地妻たち 川奈まり子・牧原れい子・加山なつこ（9月27日、V&Rプランニング）全3名

2004年
- 陵辱美姉妹 ～堕ちる～（3月4日、ヒビノ）共演:池田こずえ
- 縛乳 3 （8月27日、シネマジック/collect）※オムニバス作品

2007年
- Legend 加山なつ子（12月7日、エー・エス・ジェイ/Graffiti）※単体ベスト、『乱恥タイム』『満潮』『なつ子の露入り宣言』を収録

2011年
- 近親相姦 お母さんの美尻（1月1日、ワンズファクトリー/WANZ）

2015年
- 親父の教え子（5月14日、タカラ映像）

#### 「加山なつこ」名義
1989年
- おしえてあげる Gカップ寸前（10月5日、アテナ映像）
- SEXと巨乳とビデオテープ（11月25日、新東宝）

1990年
- おっぱいがいっぱい（1月27日、ビジュアルジャパン）
- 牙 5（6月8日、フリーク/タキオン TA-70）
- ニュースキャスター姦られる（10月20日、大陸書房）
- 満潮（アイドルクック AC-05）

- 復活! 加山なつこ 32歳（2月3日、クリスタル映像）
- スナック美人ママ加山なつこの裏メニュー（3月18日、ディープス）
- ボインtheボイン 爆乳熟女（3月23日、クリスタル映像/マニアック）共演:沢口みき
- 特選ミセス 麗しの団地妻 10（4月15日、マドンナ）※オムニバス作品
- 痴熟女発情オナニー 5（5月15日、マドンナ）※オムニバス作品
- 熟女おもらし恥態6連発 7（6月15日、マドンナ）※オムニバス作品
- 中出しマダム 4（7月15日、マドンナ）※オムニバス作品
- ～禁断の性～ 友達の母 9（9月15日、マドンナ）※オムニバス作品
- 義理姉妹（12月15日、マドンナ）共演:沢口みき
- 熱烈! 超熟オナニー2（12月16日、ディープス）※オムニバス作品

- 美熟女ソープ壺姫御殿 お年玉ペロペロスペシャル（1月15日、マドンナ）共演:つかもと友希、憂木瞳
- 妻たちのセレナーデ 2（2月15日、マドンナ）共演:紫彩乃、林由美香
- 妻と愛人（3月15日、マドンナ）共演:菊池エリ
- 爆乳妻M調教（4月15日、マドンナ）
- 母のぬくもり（5月25日、マドンナ）
- 艶熟 中出し（8月9日、グローリークエスト）
- 近親相姦 巨乳母の淫癖（9月2日、グローリークエスト）

- THE 巨乳 FUCKER 4時間 2（1月20日、メディアバンク）共演:山咲あかり、冴島奈緒、いとうしいな ほか

- どすこい熟女大相撲（3月25日、マドンナ）共演:山本さき、ささきふう香、南原香織、杉田静江、春日井あやの
- ゴールデンカップス 美乳な女たち 卑弥呼・加山なつこ・木田彩水 ほか（5月1日、クリスタル映像 MA-33）全10名
- 妖美巨尻物語 女主人（7月4日、AVS）
- 非日常的悶絶遊戯 服飾デザイン会社の社長、なつこの場合（7月4日、AVS）
- 爆乳美熟女 最高の筆おろし! 7（7月25日、マドンナ）共演:風間恭子

- 昼間に自宅で監禁されて…（5月15日、ドリームチケット）

- 爆尻奥さま騎乗位狂い（3月5日、タカラ映像）
- 黒人巨大マラ VS 巨乳エアロビ妻（4月8日、グローバルメディアエンタテインメント）
- 母子入浴相姦（5月7日、マドンナ）
- 人妻が熟れて我慢できない午後3時 26（5月30日、クリスタル映像）全6名
- こちらマドンナ独身寮・ただいま満室 ~未亡人がお世話する「日雇い労働者専門寮」編~（6月7日、マドンナ）
- センズリふたなり熟女（6月10日、グローバルメディアエンタテインメント）※オムニバス作品
- 美熟女 悩殺Body 6（6月13日、クリスタル映像）全6名
- 人妻温泉 癒し系 26（7月24日、クリスタル映像）全6名
- むちむち熟女妄想 ～エロエロ看護士のお母さん～（10月8日、タカラ映像）

- Shake Body Ver.16（9月13日、AVS collector’s）

- ふんどし姿を見せつける豊満母のエッチな手ほどき（4月1日、Fitch）
- 町内会の爆乳肉奴隷 ~仕組まれた親睦温泉旅行~（4月25日、マドンナ）
- きもち良すぎて白目をむくの。（5月19日、乱丸）
- 母の入院 見舞い叔母（6月25日、マドンナ）
- 豊満スケベな母ちゃんに所構わず挑発されても〜たまらん僕!（6月26日、タカラ映像）
- 新 熟女童貞狩り 30代以上限定!!モテない童貞クンの夢かなえますスペシャル（7月17日、センタービレッジ）
- デビュー25周年記念作品集 ナツコ・デラックス 超豪華6枚組21時間SPECIAL!!（7月25日、マドンナ）※単体ベスト
- 姑の卑猥過ぎる巨乳を狙う娘婿（8月21日、グローリークエスト）
- 嫁をマッサージ師に寝取られた（9月27日、VENUS）
- 熟れた秘肉（10月13日、E-BODY）
- 夜這い 夫の寝ている隣で感じてしまう5人の人妻たち（10月16日、グローリークエスト）※オムニバス作品
- ご近所のママ友にレズ調教されています。（12月7日、ビビアン）共演:さとう遥希、桐島綾子
- 憧れのセクシー過ぎる美熟女は硬く勃起したチ〇ポを自ら根元まで咥え込む超ムチムチゴージャスボディーの現役美人ママ（12月20日、GARCON）
- 家政婦のイイなり ～もし「加山なつこ」が、家政婦さんだったら（12月20日、Mellow Moon）

- 加山なつこの凄テクを我慢できれば生★中出しSEX（1月13日、溜池ゴロー）
- 憧れのムチムチゴージャスボディーの美熟女はフェロモンが匂い立つほどドスケベな勃起チ○ポを自ら咥え込む外資系淫乱セールスレディー（1月22日、GARCONSOSORU）
- 新説堕落論 女教師篇（2月1日、FAプロ）共演:芹沢つむぎ
- 超ムチムチボディーの魅力的過ぎるW女社長は熟れた肉体と甘い囁きで社員を洗脳して社畜にする（2月19日、SOSORU）共演:村上涼子
- 母の親友（3月1日、VENUS）
- すけべぇ熟女のおち○ぽ挑発サロン（4月13日、アロマ企画）※オムニバス作品
- ネコとタチ レズたちのワイセツ極まりない日常（4月13日、FAプロ）※オムニバス作品
- 月刊熟女秘宝館 春潮に濡れ淫らに蠢く菟葵（4月20日、STAR PARADISE）※オムニバス作品
- 熟女2人と夢のルームシェア（4月25日、マドンナ）共演:牧原れい子
- ハイレグ姿の綺麗なお姉さまがムレムレオマ○コを顔面に擦りつけてイヤラシクザーメンを搾り取る究極の悦楽顔面騎乗（5月21日、SOSORU）※オムニバス作品
- 母子相姦 ～母の爛れた欲情（6月25日、Mellow Moon）
- 淫猥美熟女OL上司（7月23日、SOSORU）共演:村上涼子、甲斐ミハル
- 母は息子と一緒にイキたがる!（8月7日、VENUS）
- お義母さん、にょっ女房よりずっといいよ…（9月24日、タカラ映像）
- とにかく明るい加山ん家の爆乳母ちゃん 「安心してね、穿いてるわよ。」（10月1日、熟女塾/エマニエル）
- 巨乳キャリアOLの逆セクハラ 部長はセックスモンスター（11月25日、Mellow Moon）共演:真弓あずさ
- 嫁の母 ～歪んだ性愛（12月25日、グローバルメディアエンタテインメント）※オムニバス作品

- 母子恋愛【相姦図3】（1月19日、RUBY）
- 好色夫人 ～貸しオフィスに群がるマダム達の理由～（2月1日、U&K）共演:三喜本のぞみ
- 旦那の知らない 妻のイき顔イき姿（2月7日、桃太郎映像出版）※オムニバス作品
- 熟した女の禁断交尾（2月25日、Mellow Moon）全8名
- 町内の奥さま まるごと全員に種くばり（4月1日、ZUKKON/BAKKON）共演:澤村レイコ(高坂保奈美)、神ユキ、片瀬仁美、椎名りりこ、内山まい、藤井凛、吉田花、綾瀬みなみ、南瀬奈、松岡みれい
- ノーパンで僕を誘惑する隣の奥さん（4月7日、マドンナ）
- 美熟女ベスト 加山なつこ 4時間（4月25日、Mellow Moon）※単体ベスト
- 野外に降臨した母ちゃんの変態最強伝説がヤバ過ぎるw（5月19日、タカラ映像）
- 息子に揉まれた母（5月19日、タカラ映像）
- 娘の彼氏にねとられた妻 泥沼愛憎父娘ダブルNTRドラマ（6月7日、JET映像）
- 六本木のクラブに現れた時代遅れのデカ尻デカ乳ボディコン熟女たちが一般カップルの彼氏を狙う! 愛する彼女を差し置いてムチムチボディの餌食なった彼氏が喜び勇んで愛液滴るおばさんマ○コで浮気SEX!（7月8日、V&R PRODUCE）共演:風間ゆみ、村上涼子、今藤霧子
- はだかの奥様（7月19日、KSB企画/エマニエル）
- セックスカウンセラー 加山なつこの性感クリニック（7月25日、Mellow Moon）
- 熟女燃焼レズ 艶やか美熱こすり愛（8月1日、U&K）※オムニバス作品
- 未亡人の義母と戯れて…（8月12日、Nadeshiko）
- 危険日人妻は触れるだけで感じてしまう敏感滴りマ○コ! 勃起チ○ポを擦りつけると感度急上昇で痙攣激イキ! 愛する旦那を忘れて妊娠覚悟で中出し懇願（9月9日、V&R PRODUCE）※オムニバス作品
- 性感媚薬クリニック 先生、フェラしていいですか? 大きくなったら、入れてください（9月25日、Mellow Moon）※オムニバス作品
- なつこママの豊母相姦（11月10日、タカラ映像）
- 熟女レズ発情 禁断の同窓会（12月20日、Mellow Moon）共演:片瀬仁美、安立ゆうこ

- 嫁の母は、淫語責めしながら何度も寸止めさせる熟痴女（1月13日、REAL）
- 母さんの加齢臭 ～母性愛と異常性癖が倒錯する母子のとある日常～（1月20日、RADIX）
- 会員制癒し系美熟女パブ巨乳ママ（1月25日、Mellow Moon）
- 嫁の母 ～熟れすぎて痴情（2月25日、Mellow Moon）※オムニバス作品
- 熟女秘湯の旅 官能ハイビジョン VOL,2（3月20日、エー・ビー・エンターテイメント）全8名
- 巨乳女PTA会長と女校長が男子生徒に性的奉仕した事が問題になり肉体謝罪（4月21日、クリスタル映像/ゲス）共演:桐島美奈子
- 痴情多淫 男を姦る! 女も姦る! あんたが出した精液を、あんたの女房に見せてやる! チ○ポを しゃぶりまくる女 マ○コを なめまくる女（4月25日、満珠）共演:風間ゆみ
- 隣の奥さん 玄関先でムリヤリ発射 たまってるんじゃないの、くわえてあげるわよ。（5月25日、Mellow Moon）※オムニバス作品
- 口衆便所 ビン勃ちチ○ポを咥えたおばさんのフェラがとまらない!（5月26日、カマタ映像）※オムニバス作品
- おねがいだから、抜いちゃ、ダメ! 中に出して! たくさん出して! 発情する四十路義母（8月25日、Mellow Moon）
- 隣の奥さん 酔って夫と間違えて、「中に出して、ヌルヌルさせて!」とムリヤリ発射（10月25日、Mellow Moon）※オムニバス作品

- 再婚相手より前の年増な女房がやっぱいいや…（2月8日、タカラ映像）
- はだかの主婦 江戸川区在住 加山なつこ(47)（4月1日、プラネットプラス/裸婦趣向）
- 嫁姑レズ調教 ～義理の親子が奏でる偏愛協奏曲～（4月13日、マドンナ）共演:美谷朱里
- 鍋パNTR たぶん…女房は元請けの社長に抱かれます…（5月24日、タカラ映像）
- 酒乱母（6月1日、プラネットプラス/七狗留）
- 妊娠するまで膣中に出して…（7月27日、人妻花園劇場）
- 美熟女ベスト 加山なつこ 4時間 完熟爆乳! 豊満爆尻!（8月7日、Mellow Moon）※単体ベスト
- 欲求不満な爆乳妻とガチンコフル勃起の僕（8月7日、Mellow Moon）※オムニバス作品
- 母子姦（10月4日、グローリークエスト）
- まるまる! 加山なつこ（12月28日、Nadeshiko）※単体ベスト、『はだかの奥様』『未亡人の義母と戯れて…』を収録

- 初めてM性感デリヘルを呼んだら、超真面目だと思っていた義母さんがやって来て…。（3月25日、マドンナ）
- 爆乳デカ尻 年の差同性愛(レズビアン)（5月13日、セレブの友）共演：春菜はな
- 豊満熟女が夢のレズ共演! お漏らし連発の同性愛大乱交（6月25日、セレブの友）共演:音羽文子、翔田千里、島津かおる
- 濃厚なキスで欲情した母と息子の密着セックス（6月28日、GIGOLO）※オムニバス作品
- 黒人中出し! B.B.P.(ビッグ・ブラック・ペニス) 規格外の巨根ピストンに白目剥いて痙攣イキ!!（7月13日、セレブの友）
- デカ乳デカ尻豊満熟女がチ○ポに跨がり下品なガニ股騎乗位で杭打ちピストン! 一度は体験してみたい超肉感のザーメン搾り騎乗位SEX（7月13日、セレブの友）※オムニバス作品
- 熟れた48歳バツイチ彼氏募集!  発情熟女の濡れ濡れ汁まみれ中出し連射で凄まじい快楽乱交SEX（7月19日、美人魔女/エマニエル）
- 淫乱すぎる豊満熟女優たちとSEX合コンしてみました（7月25日、セレブの友）共演:翔田千里、島津かおる、音羽文子
- 悩殺熟女ランジェリーナ 3（9月25日、セレブの友）
- 隣の部屋に旦那が居ても、やめてほしくない昔の男とのセックス...。（9月27日、キネマ座）※オムニバス作品
- ～ある日、オヤジがレジェンドAV女優と再婚した～ セックスの天才姉妹に全力中出し誘惑され続けた僕。（10月1日、MOODYZ）共演:美谷朱里、波多野結衣、蓮実クレア
- 淫語×豊満熟女×自慰快楽 アナタをずぅ～っと挑発して貪欲に「オナります」（11月13日、セレブの友）

- 加山なつこの爆乳振り乱し絶叫×エビ反り×連続絶頂4SEX＋α（2月25日、セレブの友）
- 豊満!! 巨乳巨尻熟女メイド（3月25日、セレブの友）※オムニバス作品
- 完全撮り下ろし! アナタを挑発しながらディルドオナニーを見せつける女たち… ガニ股で下品に腰振る発情オマ○コをご覧ください 2（4月25日、セレブの友）※オムニバス作品
- 加山なつこ まるごと完全収録1112分BEST（4月25日、セレブの友）※単体ベスト
- 彼女に内緒で彼女の母ともヤってます…（6月7日、JET映像）
- なつこアゲイン AVデビュー30周年ダイエット企画 美魔女に変貌! あのくびれをもう一度（7月25日、本中）
- 友達のお母さんと朝まで二人きり…。（8月25日、Obasan）
- 新・麗しの熟女湯屋 濃厚ねっとり高級ソープ（9月25日、グローバルメディアエンタテインメント）
- まるっと! 加山なつこ（10月1日、プラネットプラス）※単体ベスト

- 美熟女ベスト 加山なつこ 4時間 完熟爆乳! 豊満爆尻マドンナ! 2（1月7日、Mellow Moon）※単体ベスト
- SUPER FISHEYE FETISHISM 迫力興奮蜜写 スナックママムチムチ豊満どエロBODY（4月13日、AVS collector’s）
- 唾液まみれでヌメヌメ温かい巨乳と口唇がチ○ポに絡みつく快感（7月7日、アロマ企画）※オムニバス作品
- 卑猥な舌技と助平な腿こきで欲しいものは何でも手に入れてしまう加山なつこ社長と伊東沙蘭副社長のエロティック経営戦略（8月7日、アロマ企画）
- 尻地獄 Level 2（10月7日、Mr.michiru）
- バキューム乳首舐めされながらスローに亀頭弄られ続ける3P焦らされ性感（11月9日、アロマ企画）※オムニバス作品
- 近親相姦 五十路のお母さんに膣中出し（12月7日、RUBY）

- MONROE電撃専属 色気と母性が溢れ出る美熟女グラマラス 加山なつこ 本気汁ダダ洩れリアルセックス3本番SPECIAL（6月14日、MONROE）
- 美熟女ベスト 加山なつこ 4時間 完熟爆乳! 豊満爆尻マドンナ! 3（7月12日、Mellow Moon）※単体ベスト
- 3泊4日の汗だく帰省中出し生活―。義父の3回忌、妻の実家で美しい義母・なつこさんと夏の暑さで理性が狂った僕。（7月12日、MONROE）
- 息子の結婚前夜、母は1人のオンナになった。 （8月9日、MONROE）
- 僕は大好きな母を7日間で堕とすと決めた。 10年間、胸に抱き続けていた禁断の感情―。（9月13日、MONROE）

#### その他名義
1989年-1990年
- 巨乳Wミキサースペルマしぼり（1989年9月8日、VIP）共演:矢沢圭子 ※「加山夏子」名義

2014年
- 湯けむり熟女〜温泉旅情 未亡人ひとり旅（3月28日、煌KIRAMEKI）※「なつこ四十二歳」名義

発売年不明
- コレクター北条満編集 騎乗位狂い淫乱女20人（イメージボックス MD-22）VHS 全20名
- でっかい乳のお嬢さん 加山なつこ・樋口美緒（スリッツ SL-005）VHS
- 1984 バブルファック発禁ビデオ発掘ファイル [1984-5]（エクストリーム 1984-5）VHS
- 妖艶、スーパーバスト（ラビットハウス RH-012）VHS
- さげまんの女（キッズ･ビデオ KD-008）VHS

### VR
2020年
- ママさんジョギングサークルのコーチをしてる僕 トレーニング終わりに皆で飲んでると欲求不満の本性を現したほろ酔い奥様方が僕のチ○ポを奪い合う4Pハプニング!!（8月7日、マドンナ）共演:川上ゆう、小早川怜子

2022年
- 加山なつこMadonna専属記念VR!! 「恥ずかしがらなくてもいいの…」思春期真っ盛り童貞の僕に笑顔でセックスの練習台になってくれる巨乳義母（8月5日、マドンナ）

### イメージビデオ
2017年
- 美熟女98cm! Hなバストにご用心（2月28日、CRANE）
- 人妻温泉ぽっちゃり系 ～奥様はお熱いのがお好き～（10月27日、オルスタックソフト販売）

## 書籍・その他

### 写真集
- 斉木弘吉写真集 NOON＆MOON 河合美果・工藤ひとみ・高見沢杏奈・五島めぐ・加山なつ子 他 全25名（1992年10月20日、ぶんか社）撮影:斉木弘吉
- 加山なつこ写真集 秘本 〜官能一夜みだれ腰〜 （2014年8月4日、双葉社、撮影:川上蝶花）ISBN 978-4-575-30716-0
- 花ざかり（2024年12月6日、ジーオーティー、撮影：鈴木ゴータ）[10]

### 書籍
- 夢爛撫 加山なつ子・山岸めぐみ・舞坂ゆい（ブルボン出版）※ビニ本

### 雑誌
- URECCO 1989年11月号（ミリオン出版）
- ACTRESS アクトレス 1990年3月号（リイド社）
- 純情エンジェル 1990年3月号（蒼竜社）
- ベストカメラ 1990年4月号（少年画報社）
- 下着ファッション No.32（1990年7月20日、光彩書房）
- S＆Mスナイパー 1990年8月号（ミリオン出版）
- S＆Mスナイパー bis 1991年1月号（ミリオン出版）
- ランジェリー・コレクション No.11（1991年10月15日、光彩書房）
- ビデオ・ザ・ワールド 1994年8月号（コアマガジン）
- 熟女ものがたり 2010年8月号（茜新社）

### アダルトグッズ
- J-HOLE 加山なつこ 豊満熟女の肉壷（2014年12月30日、TIARA）※非貫通オナホール

## 出演

### テレビ
- ギルガメッシュないと（テレビ東京系）※複数回出演[2]。
- パラダイステレビ 酔っぱらいNEWS（スカパー!）※複数回出演[2]。
- ダラケ! 〜お金を払ってでも見たいクイズ〜(BSスカパー、5thシーズン 第6回放送分、2015年11月19日)

### 映画
※太字の役名は主役
- THE 巨乳レズ（1990年4月公開、新東宝、監督:珠瑠美）-主役[11]
- 巨乳VS巨乳 こする！（1990年6月公開、エクセス、監督:小林悟）- 川瀬まゆみ役[12][13]
- 美巨乳 はさみこむ（1994年9月23日公開、大蔵映画、監督:川井健二）-主役[14]
- 人妻本番 不倫味くらべ（1994年11月12日公開、大蔵映画、監督:川井健二）-主役[15]
- 熟女ラーメン おつゆは熱々（2014年11月14日公開、オーピー映画、監督:清水大敬）- 加山なつこ 役[16]
- 熟女ヨガ教室 今夜はギンギン!（2015年6月5日公開、オーピー映画、監督:清水大敬）- なつこ役[17]
- 息子の花嫁 いんらん恋の詩（2015年9月18日公開、オーピー映画、監督:荒木太郎）[18][19]
- ボインのお宿 熟女大宴会！（2016年1月22日公開、オーピー映画、監督:加藤義一）- 浜口真由美 役[20][21]
- 聖なるボイン もみもみ懺悔室（2016年7月15日公開、オーピー映画、監督:加藤義一）[22]
- 熟女シスター 巨乳でアーメン！（2016年7月15日公開、オーピー映画、監督:加藤義一）[23]
- ももいろ絵本 イッてみよう、ヤッてみよう!（2017年5月19日公開、オーピー映画）- セツコ 役[24]
- 女ゆうれい 美乳の怨み（2017年8月4日、オーピー映画、監督:山内大輔） - 老婆の霊 役[25]
- ひまわりDays 全身が性感帯（2017年10月13日公開、オーピー映画）- レイミ 役
- ひまわりDays（2018年、OP PICTURES） - レイミ 役 ※『ひまわりDays 全身が性感帯』の一般公開用編集作品[26]
- 赤いふうせん（2018年、OP PICTURES） - 老婆の霊 役※『女ゆうれい～』の一般公開用編集作品[26]
- ミカヨのクレヨン（2018年、OP PICTURES）- セツコ 役 ※「ももいろ絵本～」の一般公開用編集版

### Vシネマ・オリジナルビデオ
- 巨乳ハンター（1990年4月25日、東北新社）監督:渡辺寿[27]
- エロすぎる未亡人スペシャル2 もう我慢できないのっ！（2010年）[28]
- 感じる美人妻（2022年）[29]

### ウェブテレビ
- DTテレビ（2019年11月22日、AbemaTV）[30]

### ゲーム
- THE・野球拳 パート11（NEWジャトレ）共演:滝沢薔、麻宮千聖、寺崎泉 ※アーケードゲーム
- THE野球拳 コンパニオン編（NEWジャトレ）共演:滝沢薔、麻宮千聖、寺崎泉

パート11のパソコン版ソフト